# Doo-wop
Doo-wop er en musikgenre der blev udviklet i afrikansk-amerikanske samfund i USA. Den startede i 1940'erne, og doo-wop opnåede bred popularitet i 1950'erne og begyndelsen af 1960'erne. Baseret på vokal harmonier blev doo-wop en af den tids mest udbredte og pop-orienterede R&B stilarter. Sangeren Bill Kenny (1914-1978) kaldes ofte "Godfather of Doo-wop". Han indførte "top and bottom"-stilen hvor en høj tenor synger lead og en bassanger fremfører teksten i sangens midte. Doo-wop indeholder vokalgruppe-harmonier, vrøvlestavelser, et simpelt beat, nogle gange lidt eller ingen instrumentering og enkel musik og lyrik.
Den første plade der anvendte stavelserne "doo-wop" var hittet "When You Dance" af The Turbans fra 1955. Udtrykket "doo-wop" dukkede for første gang op på tryk i 1961. I slutningen af 1950'erne bidrog mange italiensk-amerikanske grupper til doo-wop scenen. Doo-wop toppede i 1961, men doo-wops indflydelse fortsatte blandt 1960'ernes soul, pop og rockgrupper. På forskellige tidspunkter i 1970'erne, 1980'erne og 1990'erne oplevede genren en fornyet interesse. Doo-wop var en forløber for mange af de afro-amerikanske musikalske stilarter der ses i dag. Som en videreudvikling af jazz og blues, har doo-wop også påvirket mange af de største rock and roll-grupper der dominerede de sidste årtier af det 20 århundrede. Doo-wop er kendetegnet ved dens swing-lignende beats og brugen af off-beat til at holde tiden. Doo-wop lagde grunden til mange musikalske nyskabelser, som for eksempel R&B.